# Palazzo Orsini (Licenza)
Il Palazzo Orsini o Palazzo Baronale di Licenza (provincia di Roma), sito nel centro storico del paese, viene fatto risalire alla signoria degli Orsini nella 2ª metà del XIII secolo.

## Struttura
La base è di forma quadrata.
All'interno vi sono vari ambienti costruiti in varie epoche, tra cui il mastio monumentale che pare essere il nucleo più arcaico dato che gli elementi tutt'intorno sono successivi come dimostrano le finestre e varie aperture rinascimentali…
L'attuale aspetto è da ricercarsi a Roberto Orsini e a suo figlio Mario (vescovo di Bisignano e di Tivoli) i quali fecero effettuare numerosi lavori nel XVII secolo e fecero aggiungere degli affreschi, realizzati dal pittore Vincenzo Manenti.
Gli affreschi sono i seguenti:
- parete A e B: gli elementi naturali Fuoco, Aria, Terra e Acqua, inframmezzati con gli stemmi degli Orsini e gli stemmi di Roma, con la scritta SPQR e con, sotto, delle raffigurazioni della Lupa che allatta Romolo e Remo;
- parete C: i 4 continenti all'epoca conosciuti, cioè esclusa l'Oceania;
- parete D: i temperamenti e gli stati d'animo;
- la volta a botte: stucchi raffiguranti il ratto d'Europa;
- il corridoio: elementi che spiegano i pezzi su citati.

Nell' Antiquarium o Museo Civico Oraziano vi è raffigurata una martire incoronata da un putto.
Negli ambienti sottostanti vi sono stemmi, decorazioni vegetali (racemi e floreali) e grottesche.